# Mistr kávy
Mistr kávy je soutěžní název pro Mistrovství baristů ČR. Bylo poprvé zorganizováno v roce 2003 a od té doby jsou vítězové této soutěže nominováni organizátorem, Školou kávy, jako čeští reprezentanti na mistrovství světa baristů - World Barista Championship (WBC) nebo na Mistrovství Evropy baristů - Barista Open (BO). Od roku 2009 vznikla také soutěž pro studenty - Mistr kávy Junior (MKJ).
Zakladateli soutěží baristů v ČR jsou Roberto Trevisan a Štěpánka Havrlíková.
Od roku 2013 odborně vede skupinu Mistr kávy a její aktivity včetně soutěží Tomáš Zahradil.

## Výherci

### Titul Mistr kávy (MK)
- MK 2003/2004 - Petr Reithmaier - WBC 2004 - Terst, Itálie[1]
- MK 2004/2005 - Jaroslav Petrouš - WBC 2005 - Seattle, USA[2]
- MK 2005/2006 - Petra Veselá - WBC 2006 - Bern, Švýcarsko[3]
- MK 2006/2007 - František Roháček - WBC 2007 Tokio, Japonsko[4]
- MK 2007/2008 - Petra Veselá - WBC 2008 Kodaň, Dánsko[5]
- MK 2008/2009 - Michal Kocman - WBC 2009 Atlanta, USA[6]
- MK 2009/2010 - Pavel Malena - BO 2010 - Praha, ČR[7][8]
- MK 2010/2011 - Petr Kadeřábek[9]
- MK 2011/2012 - Zuzana Mrázová
  - Od roku 2012 se hodnotí vždy za kalendářní rok.
- MK 2012 - Michal Nováček
- MK 2013 - Roman Pospíchal
- MK 2014 - Adam Troubil
- MK 2015 - Adam Troubil
- MK 2016 - Kamil Hégr
- MK 2017 - Adam Troubil
- MK 2018 - Adéla Mondeková
- MK 2019 - bude vyhlášeno až duben 2020

### Titul Mistr kávy Junior (MKJ)
- MKJ 2009/2010 - Eva Zálešáková[8]
- MKJ 2010/2011 - Nikol Švagříčková[10]
- MKJ 2011/2012 - Lukáš Podbehlý
  - Od roku 2012 se hodnotí vždy za kalendářní rok.
- MKJ 2012 - Klára Kanyzová
- MKJ 2013 - Oldřich Holiš ml.
- MKJ 2014 - Oldřich Holiš ml.
- MKJ 2015 - Oldřich Holiš ml.
- MKJ 2016 - Adéla Mondeková
- MKJ 2017 - Adéla Mondeková
- MKJ 2018 - Ondřej Kaňka
- MKJ 2019 - bude vyhlášeno v dubnu 2020
- MKJ 2020 -

## Porotci
Nejvýznamnější porotci soutěží Mistr kávy (MK):
- Techničtí porotci: Tomáš Zahradil, Petr Čapek, Petr Klepsa, Petr Žváček a Margorzata Ebel, Roman Pospíchal, Oldřich Holiš senior, Steffen Schwarc, Branny Georg, Michal Fajin, Roberto Pregel, Andrea Antonelli, Sergi Selestiu, Anda Zoltán, Jan Lopatka, Alexander Atanasov, ...
- Degustační porotci: Štěpánka Havrlíková, Stanislav Zita, Aleš Kolovrat, Jaroslav Vojtěch, Dana Johnová, Goran Jozič, Jozef Augustín, Gianfranco Garubelli, Pavel Kosta, Jiří Novák, Zuzana Pavlíčková, Michaela Svojanovská, Hana Zeťová-Segeťová, Jiří Boháč, ...

## Soutěže
Od roku 2003 do roku 2009 uspořádala Škola kávy tyto soutěže, z nichž Roberto Trevisan nominoval vítěze na světová klání:
- 35 kvalifikací soutěže Mistr kávy a následně celkem 6 semifinálových a 6 finálových kol
- 9 kvalifikací soutěže Cup Tasting a následně celkem 2 semifinálová a 2 finálová kola
- 4 kvalifikace soutěže Latte Art a následně celkem 2 finálová kola
- 3 kvalifikace soutěže Coffee in Good Spirits a následně celkem 2 finálová kola

celkem tedy škola kávy za 6 let činnosti zorganizovala díky podpoře partnerů 71 soutěží baristů. 
Výsledek je na české baristické scéně jasně viditelný.
Podařilo se nám jako jediným organizátorům na světě vytvořit zcela nezávislou odbornou soutěž, nesvázanou s jediným dodavatelem kávy či kávovarů. Exkluzivitu prezentace značky v našich soutěžích mají pouze společnosti, které neobchodují s kávou či kávovary.
Až do současnosti soutěže podpořilo:
- 42 pražíren či distributorů kávy do ČR
- 15 výrobců či distributorů kávovarů do ČR
- 3 výrobci kávomlýnků
- a dalších 19 firem.

Od roku 2003 do roku 2009 se soutěží baristů zúčastnilo spolu s českými specialisty celkem 67 zahraničních odborníků a mezinárodních porotců ze 14 zemí světa (Island, Kostarika, Jižní Afrika, Anglie, Litva, Rumunsko, Chorvatsko, Srbsko, Rakousko, Polsko, Maďarsko, Německo, Slovensko, Itálie), kteří působili ve většině případů v odborné porotě soutěží při jejich finále.
Soutěže Mistr kávy podpořilo a navštívilo 15 osobností českého společenského, sportovního a politického života: Stanislav Berkovec, Petr Novotný, Jaroslav Svěcený, Karel Loprais, Marek Černoch, Jana Bobošíková, Hanka Joová, Marie Párová, Vlastimil Harapes, Jadran Šetlík, Radek Jaroš, Ivan Vodochodský, Vladimír Poštulka, Dalibor Gondík, Fero Fenič, hudební skupiny Jazz Efterratt a Angels.  
Od roku 2009 Škola kávy uspořádala ještě další desítky soutěží a založila soutěž Barista Open. 
Na konci roku 2012 darovali Roberto Trevisan a Štěpánka Havrlíková veškerá práva k soutěži Mistr kávy České barmanské asociaci (CBA] s níž již několik let spolupracovali. V lednu 2013 se podíleli na 10 finálovém ročníky soutěže Mistr kávy. Nadále se organizaci soutěží Mistr kávy a Mistr kávy junior věnuje CBA - Česká barmanská asociace. 
Od roku 2014 má soutěž Mistr Kávy nový model pro Baristy, kdy jejich vystoupení je rozděleno na 2 části:  
1. částí je 10 minut na regulaci kávomlýnku. Kdy si Barista vylosuje soutěžní kávu, a tuto v časovém limitu seřídí na Espresso.Bodový limit je 1/3 možných celkových bodů, a je závislé na množství spotřebované kávy a čase. 1 technický komisař.  
2. částí je samostatné vystoupení Baristy, kdy na soutěžní Stage má k dispozici, technologii, již seřízený mlýnek s danou kávou na Espresso, a chuťové porotě(komisi) 2. členové + 1 technika, předvádí simulovaný provoz kavárny, a podává 2x Espresso, 2x Cappuccino a 2X KÁVOVÝ COCKTAIL, dle propozic dané soutěže. Soutěžní limit je 5 minut příprava, 10 minut vystoupení soutěžícího, 5 minut úklid pracoviště. Zde může soutěžící získat 2/3 soutěžních bodů z celku. 
Toto platí pro soutěž Mistr Kávy Junior, pro profesionální Baristy jsou pravidla stejná, jen se liší propozicemi pro danou soutěž, zejména v čase, kreativitě Baristy, a možnosti využití alkoholu v kategorii - KÁVOVÝ COCKTAIL, tady jde více o osobnost Baristy a větší kreativitu při prezentaci Espresso, Cappuccino, nebo KÁVOVÝ COCKTAIL.